# Pu'er
Pu'er is een stadsprefectuur in het zuiden van de zuidwestelijke provincie Yunnan, Volksrepubliek China. Pu'er ligt vlak bij de grens met Vietnam, Laos en Myanmar.
Pu'er is het centrum waar de betere theesoorten worden gekweekt. (Spreek uit Poar). Pu'er-thee wordt in geheel China als de best verkrijgbare thee beschouwd. De theebladeren moeten fermenteren voor ze geschikt zijn voor gebruik. Vaak worden er plakken geperst van het gefermenteerde theeblad die, verpakt in papieren omhulsel, een kwaliteitskenmerk meekrijgen. Dat kwaliteitskenmerk is vergelijkbaar met de wijnklassificatie in Europa. Ook thee varieert in kwaliteit als gevolg van jaar en plaats. De allerbeste theebladeren komen niet van struiken maar van de theeboom die bij voorkeur in een natuurlijke, niet vervuilde omgeving groeit zonder kunstmatige bemesting. Ook de leeftijd van de gefermenteerde thee speelt een rol. Thee kan tot ca. 10 jaar worden bewaard. Thee wordt beoordeeld op kleur, geur en uiteraard smaak. Van Pu'er-thee kan men ca. 30 keer thee trekken.